# Roberto Carlos (brazylijski piłkarz)
Roberto Carlos, właśc. Roberto Carlos da Silva Rocha (ur. 10 kwietnia 1973 w Garça) – brazylijski trener piłkarski, piłkarz i reprezentant Brazylii w latach 1992–2006 z którą zdobył Mistrzostwo Świata 2002, Wicemistrzostwo Świata 1998, dwukrotnie mistrzostwo Copa América 1997, 1999, srebro 1995 i brązowy medal Igrzysk Olimpijskich 1996. Z Realem Madryt trzykrotnie triumfował w rozgrywkach Ligi Mistrzów UEFA w sezonach (1997/1998), (1999/2000) i (2001/2002).

## Życiorys
Roberto Carlos karierę rozpoczął w podrzędnej drużynie União São João. Na początku 1993 roku przeniósł się do SE Palmeiras i z tym klubem zdobył mistrzostwo Brazylii w 1993 i 1994. Na początku sezonu 1994/1995 przeniósł się do włoskiego Interu Mediolan. Jednak tego sezonu nie mógł zaliczyć do udanych. Drużyna uznawana za faworyta do Mistrzostwa Włoch nawet nie zdołała toczyć wyrównanej walki o to trofeum. Latem 1996 roku po obrońcę zgłosił się Real Madryt i Brazylijczyk przeszedł do Madrytu za 6 milionów euro. Już wtedy był uważany za jednego z najlepszych lewych obrońców świata. Skutecznie grający wślizgiem, odznaczający się szybkością, zwinnością, potrafiący skonstruować bardzo szybką kontrę i co najważniejsze bardzo mocno uderzyć z dystansu lewą nogą. Rekordowa prędkość jaką nadał piłce wyniosła aż 179 km/h.
Swoją najsłynniejszą bramkę zdobył w meczu z Francją podczas turnieju towarzyskiego Tournoi de France w 1997 roku. Kopnięta zewnętrzną częścią lewej stopy piłka minęła mur Francuzów (o metr) z prawej strony, a gdy wydawało się, że poleci w trybuny, skręciła nagle i ocierając się o słupek, wpadła do siatki.
Roberto Carlos jako zawodnik Realu Madryt święcił największe triumfy w karierze. Pięć razy zostawał Mistrzem Hiszpanii, 3 razy zdobywał puchar Ligi Mistrzów. W madryckim klubie przez jedenaście sezonów rozegrał 584 mecze i strzelił w nich 71 goli.
W 2002 roku razem z reprezentacją Brazylii został mistrzem świata, a w 1998 roku wicemistrzem. Zdobył z nią także Copa America w 1997 i 1999 roku.
19 czerwca 2007 zawodnik podpisał 2 letni (z opcją przedłużenia na 1 rok) kontrakt z tureckim Fenerbahçe SK. W sezonie 2007/2008 dotarł z nim do ćwierćfinału Ligi Mistrzów. W grudniu 2009 opuścił klub i po latach gry w Europie wrócił do rodzimej Brazylii.
W styczniu 2010 zasilił Corinthians Paulista, gdzie występował razem z Ronaldo. Na początku lutego 2011 jego zespół niespodziewanie odpadł z Copa Libertadores już w pierwszej fazie turnieju (przegrana z kolumbijskim Deportes Tolima), a kibice uznali Roberto Carlosa za jednego z najbardziej winnych porażki. Twierdzono, że kontuzja, która wykluczyła obrońcę z rewanżowego meczu, była przez niego symulowana w celu uniknięcia odpowiedzialności za ewentualną porażkę. Pogróżki kierowane pod jego adresem spowodowały, że kilka dni później poprosił klub o rozwiązanie z nim kontraktu mającego obowiązywać do końca 2011 roku i 11 lutego odszedł z Corinthians. Dzień później przyjął ofertę gry w Anży Machaczkała, dagestańskim klubie występującym w lidze rosyjskiej, podpisując kontrakt do końca sezonu 2012/13. 29 września 2011 otrzymał ofertę poprowadzenia swojego zespołu jako trener, przyjął je i stał się następcą Gadży Gadżyjewa.
W sumie rozegrał dla Corinthians Paulista 61 meczów i zdobył 5 goli.
Ostatni mecz w barwach Anży rozegrał pod koniec 2011. Kontrakt z klubem obowiązywał go do czerwca 2013, lecz umożliwiał mu przedwczesne przejście na sportową emeryturę. W marcu został skreślony ze składu drużyny. Dawny Galacticos został wówczas asystentem trenera w Anży. Wówczas Brazylijczyk był także dyrektorem klubu. 
3 czerwca 2013 Roberto Carlos podpisał trenerski kontakt z tureckim Sivasspor. Był szkoleniowcem tego klubu do 21 grudnia 2014 roku. Potem przejął stery Delhi Dynamos. Od 2017 roku jest jednym z dyrektorów w Realu Madryt.
16 czerwca 2019 r. Roberto Carlos wziął udział w Soccer Aid na Stamford Bridge w Londynie. Grał w drużynie World XI, której kapitanem był Usain Bolt. Pokonała ona Anglię XI w rzutach karnych.
W 2022 roku amatorski angielski klub Bull in the Barne United wygrał w ramach aukcji charytatywnej na portalu E-Bay możliwość zakontraktowania Roberto Carlosa na 1 mecz.

## Sukcesy

### Palmeiras
- Mistrzostwo Brazylii: 1993, 1994
- Puchar Brazylii: 1993, 1994

### Real Madryt
- Mistrzostwo Hiszpanii: 1997, 2001, 2003, 2007
- Superpuchar Hiszpanii: 1997, 2001, 2003
- Liga Mistrzów: 1998, 2000, 2002
- Superpuchar Europy: 2002
- Puchar Interkontynentalny: 1998, 2002

### Reprezentacja
- Mistrzostwo Świata 2002
- 2. miejsce na Mistrzostwach Świata 1998
- ćwierćfinał Mistrzostw Świata 2006
- Copa América: 1997, 1999
- 3. miejsce na Letnich Igrzyskach Olimpijskich 1996
- Puchar Konfederacji: 1997 rok złoto